# 소명왕후
소명왕후 박씨(炤明王后 朴氏, 생몰년 미상)는 신라 문성왕의 왕후이다. 별칭은 소헌왕후(昭憲王后) 또는 소성왕후(昭聖王后)라고도 한다.

## 생애
그녀는 이찬(伊湌) 박위흔(朴魏昕)의 딸이다. 문성왕 3년에 당나라 책봉사에 의해 왕비로 책봉된 기사가 남아 있다. 문성왕 3년 신유년 가을 7월에 왕비에 책봉되었다. 슬하에 두 아들을 두었는데, 장자는 문성왕 9년에 태자에 책봉되었으나, 문성왕 14년에 죽었다. 차자 김안(金安)은 헌안왕대에 상대등을 역임했다. 후손 김부가 경순왕이 되었다. 사망 년대와 사망 원인 등 자세한 사항은 실전되어 전하지 않는다.

## 가족 관계
- 아버지 : 박위흔(朴魏昕), 벼슬이 이찬(伊湌)이다.
- 어머니 : 미상
  - 남편 : 문성왕(文聖王)
    - 아들 : 태자 - 실전
    - 아들 : 김안(金安) - 경순왕의 고조부
      - 손자 : 김민공(金敏恭), 벼슬이 각간(角干) 또는 시중(侍中)